# Quintus Pompeius Rufus (Konsul 88 v. Chr.)
Quintus Pompeius Rufus († 88 v. Chr.) war ein Politiker der späten römischen Republik.
Pompeius Rufus war Sohn oder Enkel von Quintus Pompeius, der 141 v. Chr. als erster seiner Familie zum Konsulat gelangt war. Als Volkstribun 100 oder 99 v. Chr. versuchte Rufus vergeblich, Quintus Caecilius Metellus Numidicus aus der Verbannung zurückzurufen. 91 v. Chr. war er praetor urbanus. Zusammen mit Lucius Cornelius Sulla, dem Schwiegervater seines gleichnamigen Sohnes, wurde Rufus 88 v. Chr. Konsul. Rufus ging gegen den Volkstribun Publius Sulpicius Rufus vor, der die italischen Neubürger auf alle Tribus verteilen und Gaius Marius das Kommando gegen Mithridates übertragen wollte. Die Anhänger des Sulpicius töteten dabei den jüngeren Pompeius Rufus. Nach dem Marsch Sullas auf Rom unterstützte Pompeius Rufus ihn bei seinen Maßnahmen gegen ihre politischen Gegner (u. a. Marius) und erhielt das bisherige Kommando des Prokonsuls Gnaeus Pompeius Strabo übertragen. Dessen Soldaten töteten (vielleicht auf Anstiftung Strabos) Pompeius Rufus noch in dessen Amtsjahr als Konsul.
Rufus’ Porträt ist auf Münzen überliefert, die sein Enkel Quintus Pompeius Rufus in den 50er-Jahren des 1. Jahrhunderts v. Chr. prägen ließ.